# Pfarrkirche Maria Himmelfahrt (Jona)

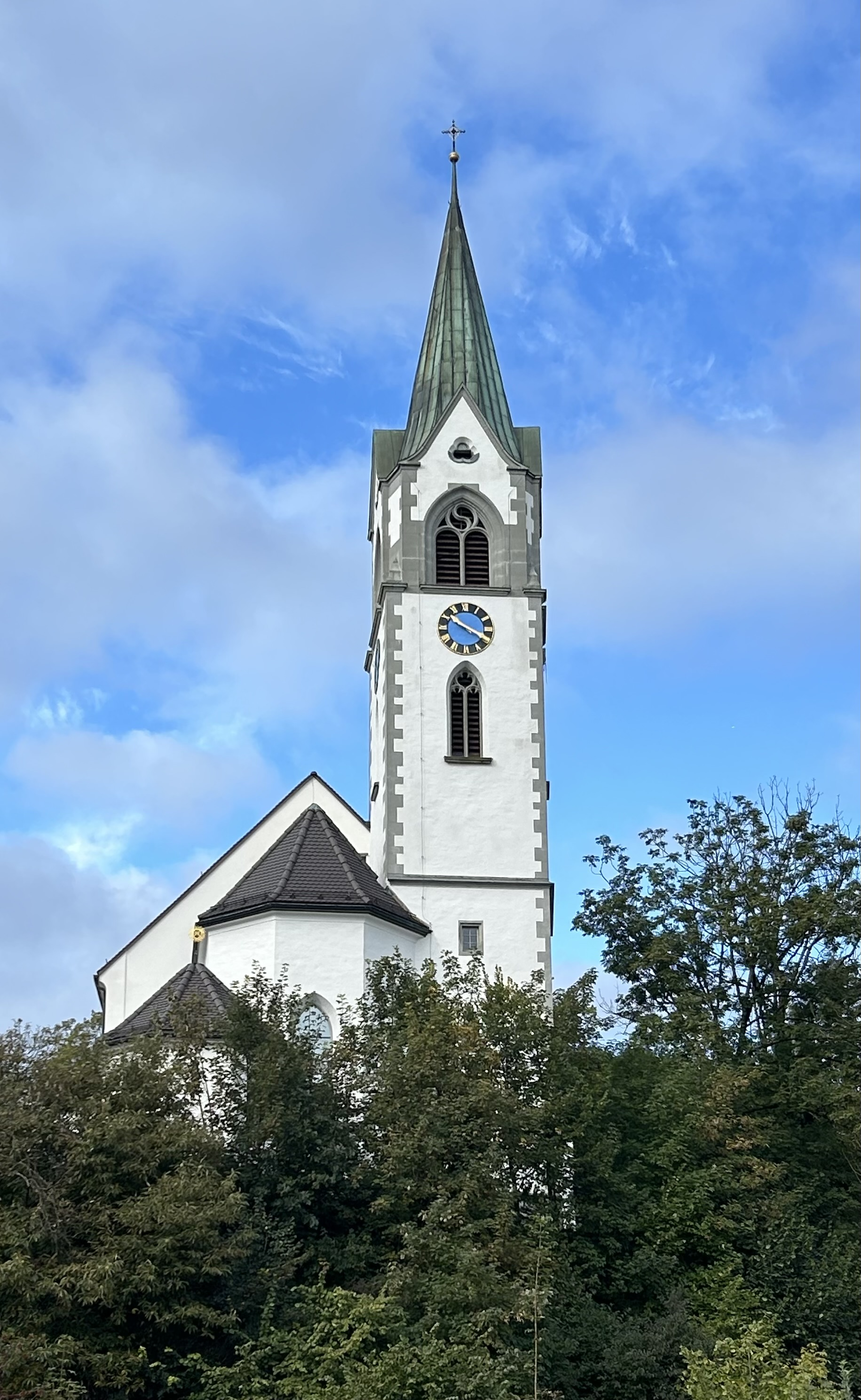
Die Pfarrkirche Maria Himmelfahrt

Die Pfarrkirche Maria Himmelfahrt ist eine römisch-katholische Kirche in Jona, einem Ortsteil der Schweizer Gemeinde Rapperswil-Jona im Kanton St. Gallen.

## Lage
Die Pfarrkirche liegt im Zentrum von Jona am gleichnamigen Fluss auf einem etwa 12 Meter hohen markanten Felsen.

## Geschichte der Pfarrei Maria Himmelfahrt
Betreut wurden die Gläubigen der einstigen Hofgemeinde der Rapperswiler bis zum Bau der Pfarrkirche von der Grosspfarrei Busskirch, und die in den dichten Wäldern des Herrenwalds lebenden Beginen der umliegenden Klostergemeinschaften Wyden, Aufembüel und Grüenwald halfen mit bei der Armen- und Krankenpflege und hielten Totenwache. In Jona selbst stand auf dem Kirchhügel seit alters her eine kleine Filialkirche von Busskirch. Zuständig für Gottesdienste und Seelsorge waren das Barfüsserkloster Zürich für die Beginen-Klöster und das Chorherrenstift in Zurzach für die Seelsorge in Jona. Im Jahr 1310 amtete Konrad Wyss gleichzeitig als Vorsteher des Stiftskapitels von Zurzach und als verantwortlicher Seelsorger von Jona, und vermutlich dürften von Zeit zu Zeit auch Priester aus anderen Pfarreien in Jona Gottesdienste gehalten haben. Am 22. April 1310 stiftete Graf Rudolf von Habsburg-Laufenburg eine Pfründe für Jona, im Andenken an seine 1309 verstorbene Frau Elisabeth von Rapperswil. Damit wurden ein Priester bezahlt, um jeden Sonn- und Feiertag die heilige Messe zu feiern und die Sakramente für die Bewohner der Hofgemeinde zu spenden. Verbunden mit der Wohnpflicht in Rapperswil, hatte er während der Woche in der Stadtpfarrkirche Rapperswil die tägliche Morgenmesse zu lesen. Daher trug diese Stiftung im Volk den Namen „Frühmesspfrund“. Jona wurde damit der Pfarrei Rapperswil zugeschlagen, und der Seelsorger von Jona wohnte bis zur endgültigen Ablösung im Jahr 1819 in der Altstadt von Rapperswil. Doch bedeutete dies für die Hofleute den Beginn der regelmässigen Seelsorge in einer eigenen Pfarrei. Dominik Rothenflue, Chronist und Pfarrer in Jona, listete in seiner Chronik 400 Jahre später eine lückenlose Liste der Priester auf. 1340 erweiterte eine Adelige durch eine grosszügige Spende die Pfrundeinnahmen, und so konnte im Verlauf der folgenden 200 Jahre die Kirche zweimal erneuert und vergrössert werden. Zusammen mit dem heiligen Valentin von Rätien wurde besonders die Muttergottes verehrt.
Als 1519 Huldrych Zwingli in Zürich die Reformation einführte, fanden seine Ideen auch in Rapperswil und insbesondere unter den Hofleuten Zustimmung, doch der Rat von Rapperswil beharrte auf dem katholischen Glauben. Am 15. August 1531, dem Tag der Kirchweihe erlebte die Region einen Bildersturm: Fanatiker schändeten die Kirche in Jona, die Stadtpfarrkirche in Rapperswil und die Kirche in Kempraten, und auch die Statue der 'wundertätigen' Madonna wurde zerschlagen und verbrannt. Nach dem Sieg der Katholiken bei Kappel, wurde im ganzen Rapperswiler Herrschaftsgebiet der alte Glaube wieder eingeführt, viele „Neugläubige“ flohen, wer blieb, musste dem zwinglianischen Glauben abschwören und den so genannten „Ketzergulden“ bezahlen. Die Kirche in Jona wurde wieder instand gestellt, indem alle, die am Bildersturm teilgenommen hatten, die Schäden ersetzen mussten. Den Hochaltar mit einem Bild Mariä Himmelfahrt stiftete Rapperswil.

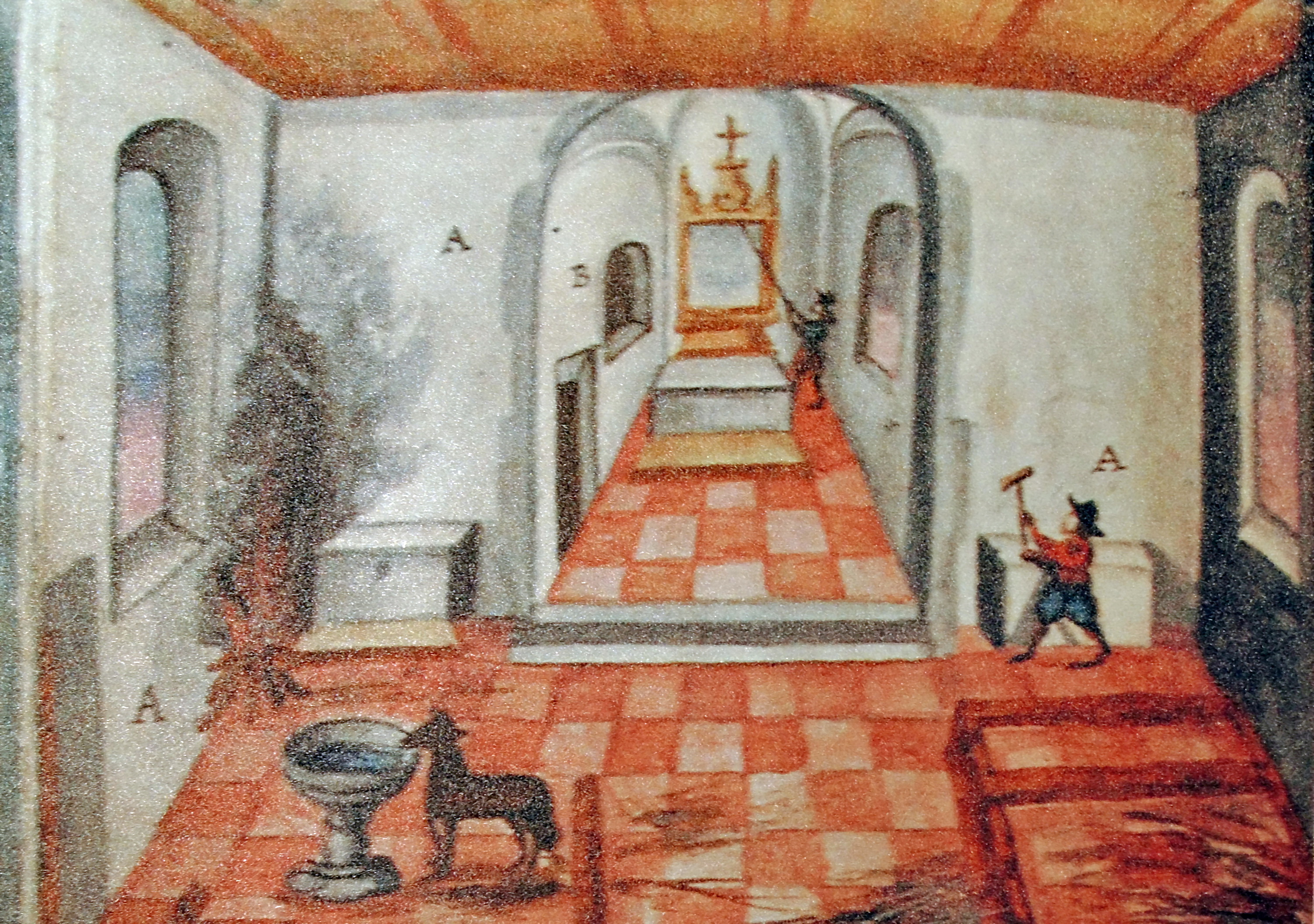
Schändung von 1656, aus der Chronik von Pfarrer Heinrich Rothenflue

Eine zweite Plünderung und Entweihung erlebte die Pfarrkirche während der Belagerung von Rapperswil (1656) durch die Zürcher Truppen, festgehalten von Dominik Rothenflue in seiner Chronik mit einer Zeichnung. Die Schäden dieses Kriegswinters konnten dank der Hilfe befreundeter Orte und Städte rasch wieder behoben werden, und auch eine neue Madonnenstatue fand wieder Platz in der Kirche.
Napoleonische Soldaten brachten 1798 die Ideale der Französischen Revolution auch an den Zürichsee – die Herrschaft der „Gnädigen Herren“ fand ein rasches Ende, und die ehemaligen Hofleute schlossen sich zur unabhängigen Gemeinde Jona zusammen. Im kirchlichen Leben hingegen blieben die alten Herrschaftsverhältnisse bestehen: Das Kollaturrecht übte weiterhin Rapperswil aus, und der Pfarrer war verpflichtet, in der Stadt zu wohnen. Erst 1819 bestimmte ein „Abkommnis der Stadt Rapperswil mit der Pfarrgemeinde Jona“, dass das Pfarramt von der „Frühmesspfrund“ abgelöst wurde und der Pfarrer bei seiner Kirche wohnen durfte. Ein Viertel der Kosten für das neue Pfarrhaus bezahlte Rapperswil, den Rest brachten die Kirchbürger und die beiden Geistlichen, der neue Pfarrer und der Rapperswiler Frühmesser, auf. 1822 konnte Pfarrer Josef Valentin Helbling sein neues Pfarrhaus beziehen. Doch der Streit um finanzielle Verpflichtungen (Eigentum des Sigristenhofes, Loskauf aus der Frühmesspfrund) dauerte noch weitere 30 Jahre.
Mit der schnell wachsenden Industrialisierung entlang der Jona und des Stadtbaches, insbesondere durch die die Spinnerei Brändlin mit ihren zahlreichen Arbeitsplätzen, und den grossen Landreserven der neuen Gemeinde wuchs die Zahl der Pfarreiangehörigen, und die Pfarrkirche auf dem Kirchhügel wurde bald zu klein. 1925 erhielt Jona mit Josef Riedener einen jungen, initiativen neuen Pfarrer, der mit originellen Aktionen („mit dem Wanderstock zu Fuss auf Betteltour“) die nötigen Geldmittel für eine Erweiterung der Kirche sammelte. Als zweites Zentrum des Pfarreilebens ausserhalb der Kirche entstand südlich der Kirche das katholische Pfarreiheim, und mit dem Teamchor konnten jugendliche Sängerinnen und Sänger angesprochen werden. Die Vertretung der Kirchbürger durch den Kirchenverwaltungsrat übernahm ergänzend ein Pfarreirat.

## Baugeschichte
Gemäss Überlieferung wurde im Jahr 812 auf dem Kirchhügel anstelle eines römischen Tempels ein christliches Gotteshaus errichtet. 1419 wurde die Kirche erweitert, doch bereits Ende des 15. Jahrhunderts stürzte das Gebäude aufgrund diverser Baumängel ein. Erhalten blieben der Chorraum und der untere Teil des Turms. Während eines weiteren Neubaus des Kirchenschiffes im Jahre 1852 erhöhte man zudem den Turm im Sinn der klassizistischen Neugotik. 1911 erfolgte auf der Südseite der Anbau einer Sakristei, 1925 ein grösserer Turmaufsatz. Unterdessen aber war der Kirchenraum für die Menge der Gottesdienstbesucher schon wieder zu klein geworden: 1934 und 1936 wurden sowohl die Aussenfassade als auch das Innere des Kirchengebäudes erneuert, umgestaltet und modernisiert, indem das Schiff nach Westen verlängert und ein westliches Querschiff angefügt sowie der gotischen Chor abgetrennt wurde, um ihn fortan als Sakristei zu nutzen. Damit erhielt der Kirchenbau sein heutiges Erscheinungsbild mit seinem nach Osten gerichteten spätgotischen Chor, dem neugotischen Schiff, dem modernen Westbau und dem nördlichen Turm.

## Architektur und Ausstattung

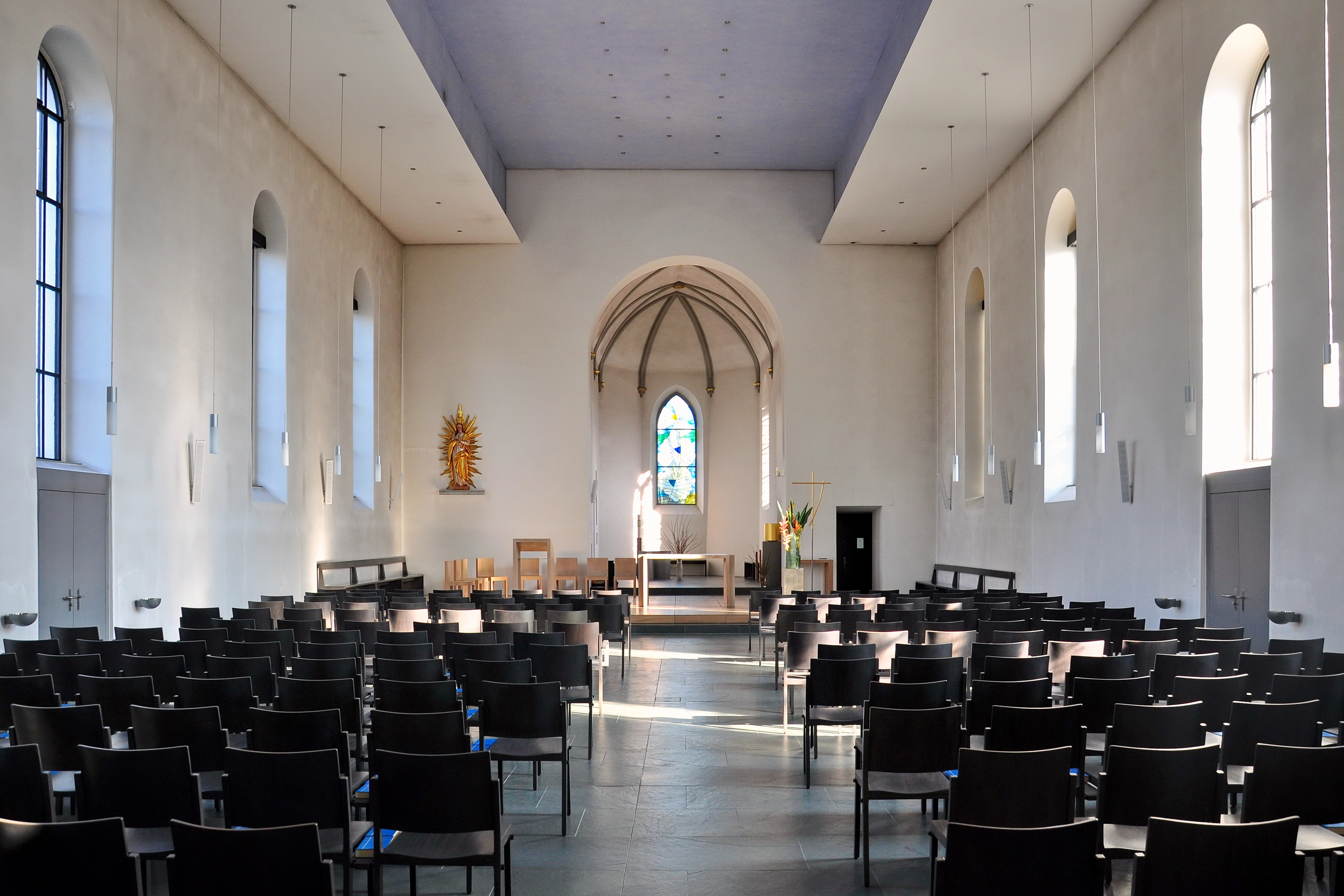
Innenansicht

Im Jahr 1882 erstellte Uhrenfabrikant Mäder aus Andelfingen für damalige 1950 Schweizer Franken eine neue Turmuhr. Am 4. April 1886 hatte die zweitgrösste der drei Glocken einen Riss bekommen, sodass wegen ihrer widerlichen Stimme ein Geläute des Glockengiessers Keller in Zürich am 11. November 1886 „nachmittags 3 Uhr ein glockenreines Quartett in Des-Dur zum ersten Mal über die Gefilde von Jona sang“.
In den Jahren 2003 und 2004 erfolgten eine erneute Umgestaltung des Kircheninneren. Als erste Kirche der Region verfügte die Kirche Jona über eine mobile Bestuhlung mit verschiebbaren Plattformen für unterschiedliche Liturgieformen und Raumnutzungen. Zudem steht seitdem auf der Südseite ein Lift zur Verfügung.

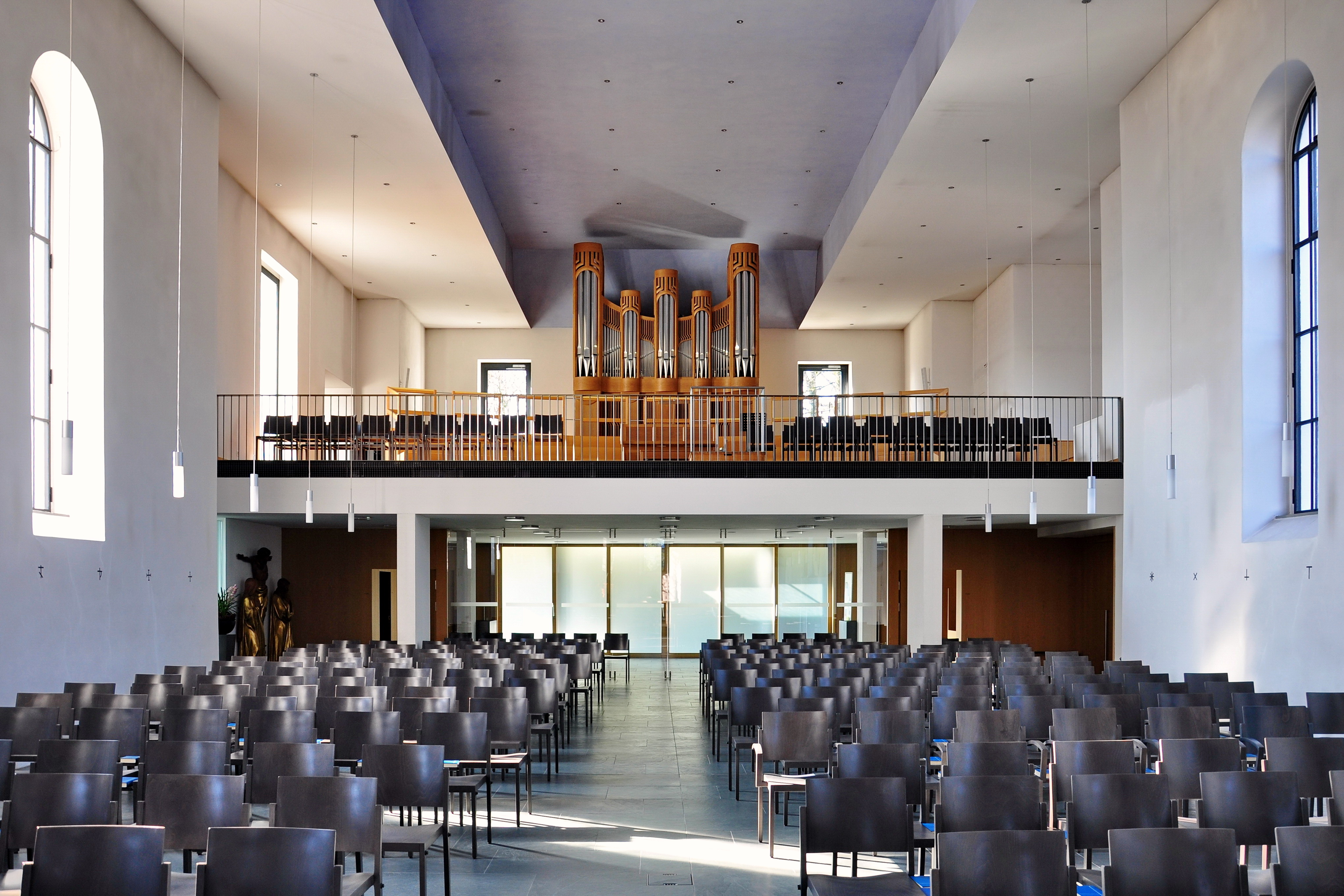
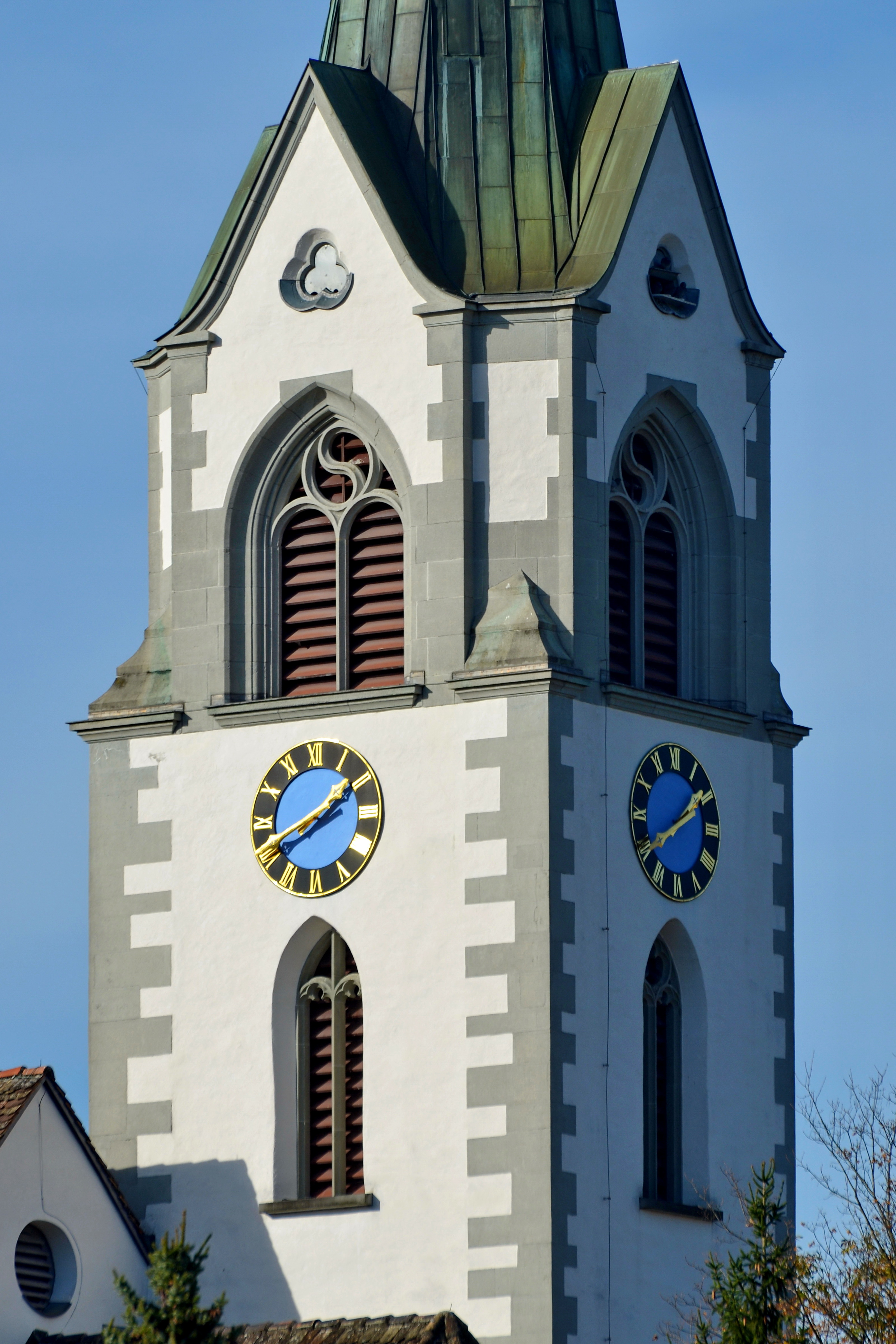
Klassizistischer Turm
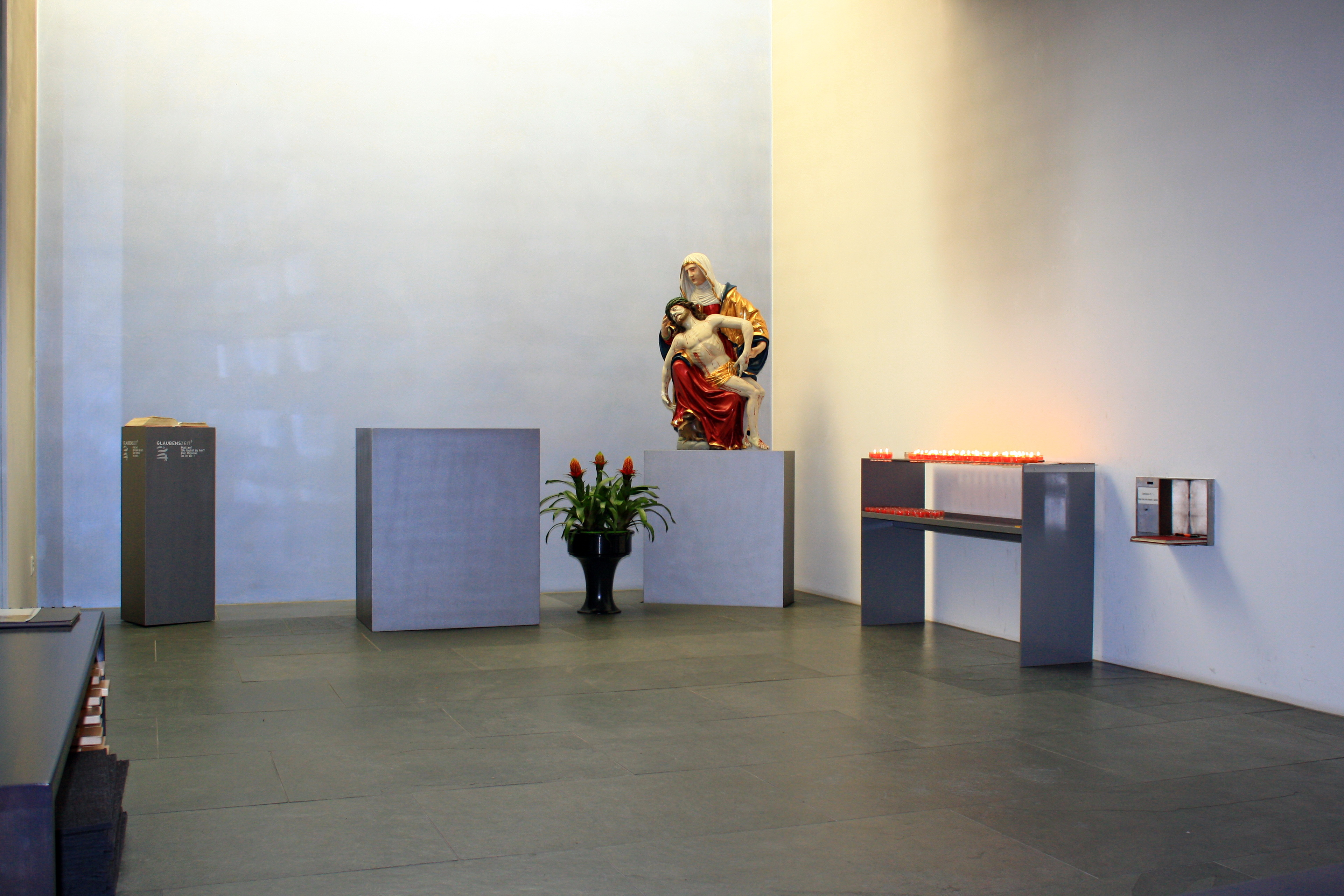
Andachtsraum
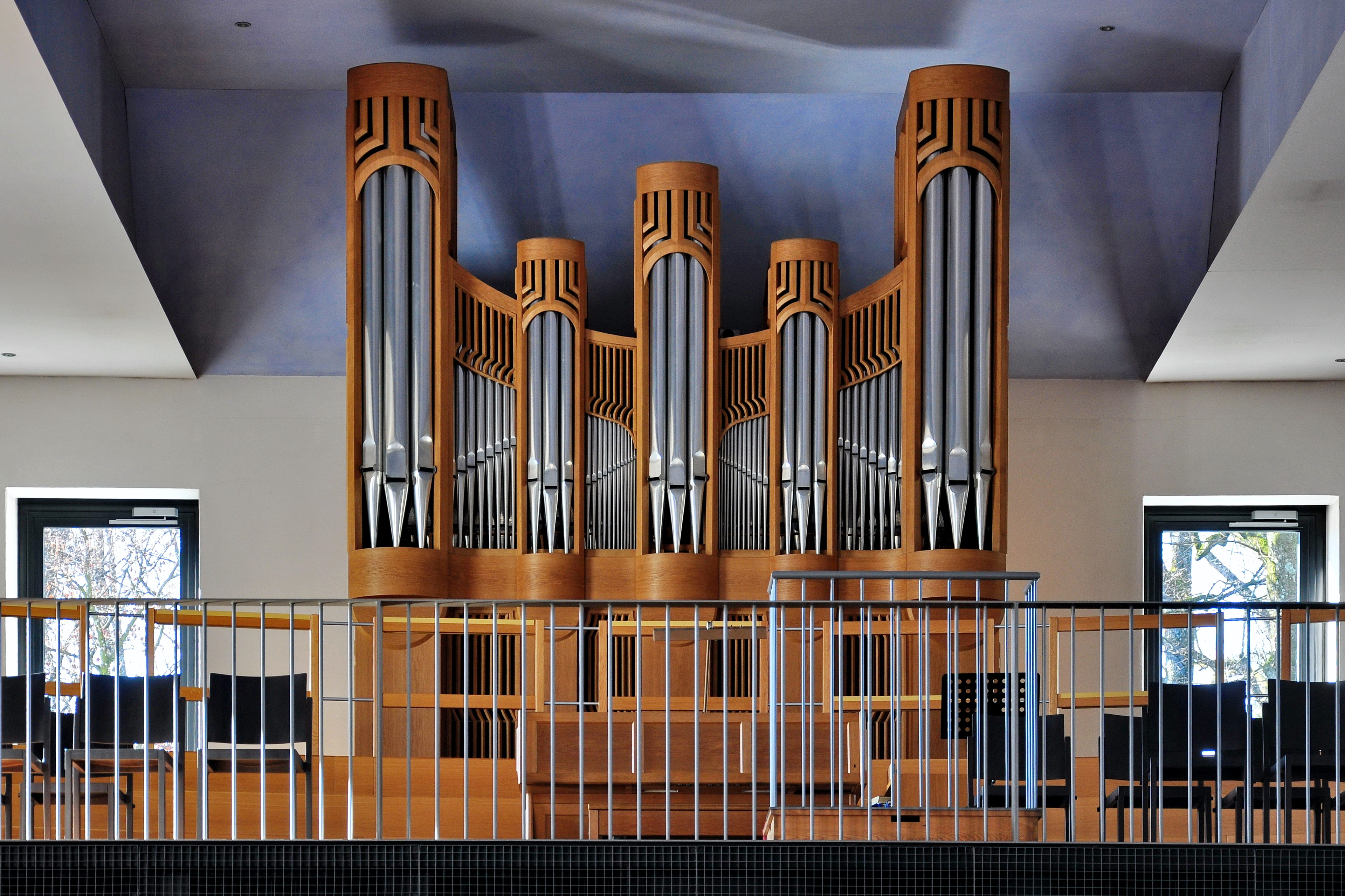
Orgel von 1978

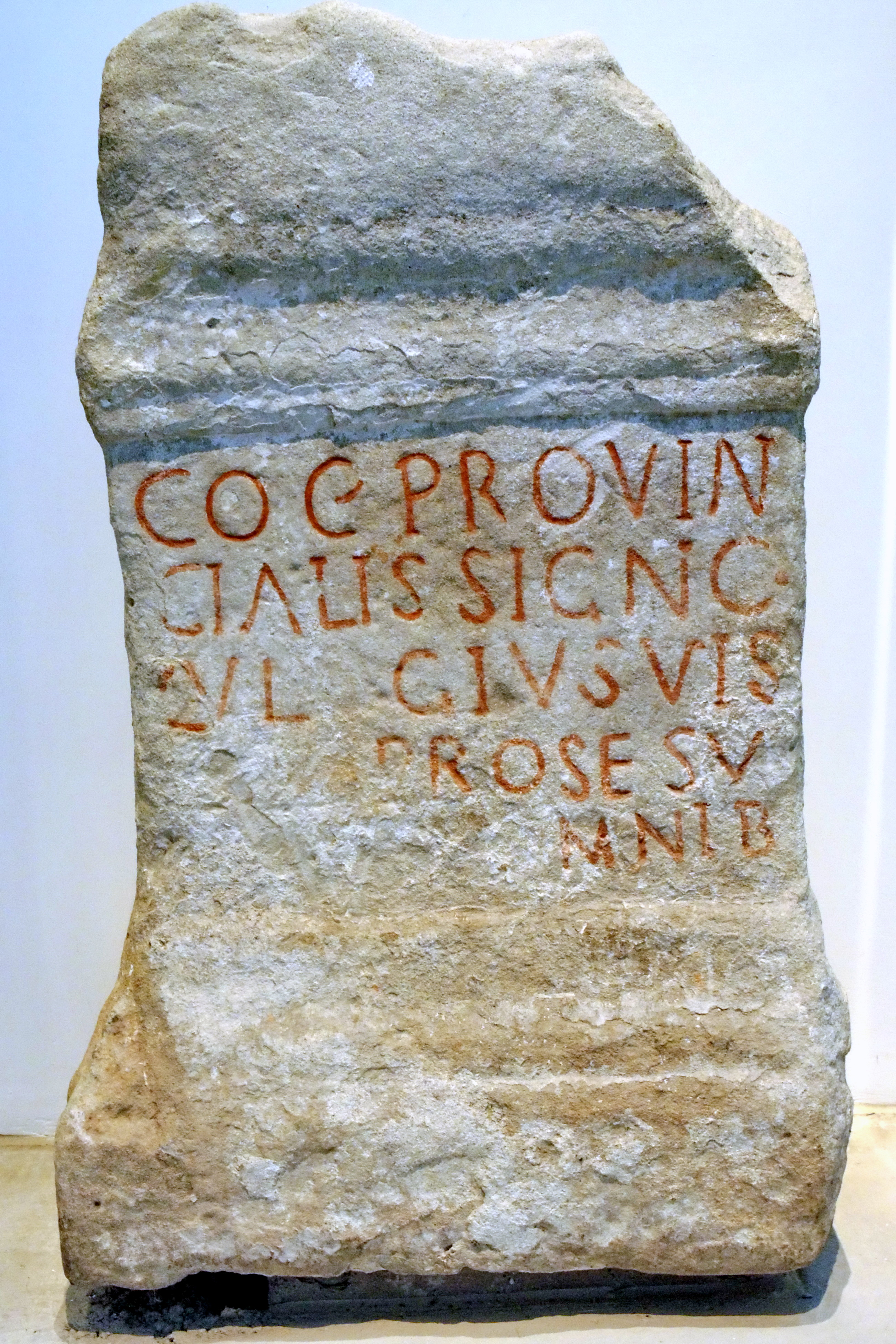
Ehemaliger Weihwasserstein, ausgestellt im Stadtmuseum Rapperswil-Jona

Der Weihwasserstein neben dem Kircheneingang gilt als uralt und soll aus einem heidnischen Friedhof oder Tempel stammen, sagt der Volksmund. Eine stark verwitterte Inschrift weist ihn als Grabmal des Cajus Octavius Provincialis aus, der im Vicus Centum Prata (Kempraten) beheimatet gewesen sein dürfte. Auch der Weihwasserstein fiel der Kirchenschändung von 1656 zum Opfer und steht heute im Stadtmuseum Rapperswil-Jona. Dem Soldaten, der die Freveltat begannen hat, soll der Stein so unglücklich auf seine Füsse gefallen sein, dass er nicht mehr gehen konnte.

## Glocken
Im Turm hängen insgesamt fünf Glocken von zwei verschiedenen Giessern. Eine Besonderheit ist, dass das Geläute auf zwei Etagen aufgehängt ist. Die grosse Glocke hängt im unteren Teil und die vier kleinen im Oberen Teil des Turmes.
| Nr. | Name                   | Ton  | Gewicht | Giesser                   | Gussjahr |
| --- | ---------------------- | ---- | ------- | ------------------------- | -------- |
| 1   | Heilige Dreifaltigkeit | B°   | 3500 kg | Staad b. Rorschach        | 1936     |
| 2   | Christusglocke         | des' | 2050 kg | Jakob Keller, Unterstrass | 1886     |
| 3   | Marienglocke           | f'   | 1050 kg | Jakob Keller, Unterstrass | 1886     |
| 4   | Annaglocke             | as'  | 650 kg  | Jakob Keller, Unterstrass | 1886     |
| 5   | Valentinsglocke        | des2 | 250     | Jakob Keller, Unterstrass | 1886     |

## Wallfahrtsort
Dank ihrer Fürbitte, so glaubten fromme Rapperswiler und Joner, soll im Jahr 1388 die Belagerung der Stadt Rapperswil durch die Glarner abgewehrt worden sein. Zum Dank für diese 'himmlische Hilfe' bestimmte der Bischof von Konstanz, dem Rapperswil mit seinen Höfen unterstand, dass der jährliche Kirchweihtag auf den 15. August (Mariä Himmelfahrt) verlegt wurde und versprach jedem Gläubigen einen Ablass, wenn er vor dem Gnadenbild eine entsprechende Andacht (fünf Vaterunser und ebenso viele Ave Maria) verrichtete. Damit wurde die Kirche Jona wurde zu einem Wallfahrtsort, und es sollen wiederholt 'Wunder' geschehen sein, wie Gläubige auf Votivtafeln festhielten liessen. Die 'wundertätige Madonna' wurde über lange Zeit in der ganzen Region verehrt.
Mit dem „Bildersturm“ von 1519 entfernten die Neugläubigen Statuen und Heiligenbilder aus den Kirchen, zerschlugen und verbrannten sie, so auch das Marienbild. Nach der Rückkehr zum katholischen Glauben blieb die Statue der 'wundertätigen' Madonna verschwunden. Auch die benachbarte Kirche des Prämonstratenserklosters Rüti war geplündert worden und ein altes hölzernes Marienbild in die Jona geworden worden und durch den Joner Wald bis ins Dorf geschwemmt worden, wo sie im Schachen an einer Wurzel hängen blieb. Es wurde geborgen, hinauf in die Joner Pfarrkirche gebracht und neben dem Altar im Chor aufgestellt. Auf wundersame Weise war die Madonna zurückgekehrt, erzählt die Überlieferung. Im Jahr 1611 fielen zahlreiche Stadtbewohner und Hofleute der Pest zum Opfer. Jeden ersten Montag im Monat beschloss der Rat, eine Bittprozession „zue unsrer Lieben Frau gen Jonen zue thuon“. Nachdem die Pest eingedämmt war, wallfahrte die Bevölkerung danach regelmässig zur Madonna auf dem Joner Kirchhügel. Nur ein Rapperswiler Handwerksgeselle weigerte sich, an der monatlichen Dankprozession teilzunehmen und verspottete am stadtauswärts nach Jona führenden Halstor die frommen Bittgänger mit so unflätigen Worten, dass ihn der Wächter festnahm und in den Schlossturm warf, wo er am nächsten Morgen von Pestgeschwüre bedeckt in das Siechenhaus nach Kempraten gebracht wurde und kurz danach verstarb.